# Andrés Bello (Mérida)
Andrés Bello é um município da Venezuela localizado no estado de Mérida. A capital do município é a cidade de La Azulita.

Andrés Bello.